# Сад (фільм, 1983)
Сад — радянський художній фільм 1983 року, знятий на кіностудії «Білорусьфільм».

## Сюжет
Під час Німецько-радянської війни молода вчителька Ольга працювала в німецькій комендатурі і була учасницею підпілля, яке з вини зрадників було розгромлено. Підозра лягла на неї. У цьому був винен односельчанин Сидор, який співпрацював з фашистами і після війни став шантажувати молоду вчительку. Ольга разом з Мироном Опанасовичем, колишнім командиром партизанського загону, організовує дитячий будинок, але, не витримавши шантажу, покидає село. Через багато років односельці дізнаються про нагородження Ольги бойовими нагородами, і її вихованці в пам'ять про улюблену вчительку посадять фруктовий сад.

## У ролях
- Дмитро Матвєєв — Мирон Опанасович, бойовий офіцер, учитель, директор дитбудинку
- Аристарх Ліванов — Сидор, завгосп при дитбудинку
- Галина Сулима — Ольга Іванівна Матусевич, вчителька
- Олександр Кудитін — Льонька
- Світлана Сидоренко — Маша, новенька в дитбудинку
- Дмитро Павленко — Вася Кубик
- Володимир Кисель — Сеня
- Вадим Александров — Якуб, голова колгоспу
- Олексій Бірічевський — дядько Юхим, секретар сільради
- Юрій Ступаков — Ігнатій Петрович, начальник
- Геннадій Овсянников — Михайло Іванович, вихователь в дитбудинку
- Стефанія Станюта — стара, яка дала притулок Маші
- Євген Ліванов — Сидор в старості
- Костянтин Сенкевич — Мирон в старості
- Михайло Петров — оперуповноважений
- Володимир Січкар — Микита, сплавник лісу
- Валентин Букін — Фома Голіков, сплавник лісу
- Олександр Кашперов — колгоспник
- Тамара Чернишова — епізод
- Валентина Деменкова — епізод
- Зінаїда Пасютіна — епізод
- Володимир Станкевич — Миса

## Знімальна група
- Режисер — Віталій Четвериков
- Сценаристи — Віктор Козько, Федір Конєв
- Оператор — Юрій Марухін
- Композитор — Сергій Кортес
- Художник — Олександр Чертович